# Коломб (Горња Сена)
Коломб (фр. Colombes) је насељено место у Француској у региону Париски регион, у департману Горња Сена.
По подацима из 2006. године број становника у месту је био 82.026.

## Демографија
| 1962.  | 1968.  | 1975.  | 1982.  | 1990.  | 1999.  | 2006.  | 2011.  |
| ------ | ------ | ------ | ------ | ------ | ------ | ------ | ------ |
| 76.918 | 80.357 | 83.390 | 78.777 | 78.513 | 76.757 | 82.026 | 85.102 |

## Партнерски градови
- Франкентал